# Bistorta abukumensis
Bistorta abukumensis är en slideväxtart som beskrevs av K. Yonekura, J. Iketsu & H. Ohashi. Bistorta abukumensis ingår i släktet ormrötter, och familjen slideväxter. Inga underarter finns listade i Catalogue of Life.